# Sánta Jolán
Sánta Jolán (Kalocsa, 1954. szeptember 1. –) magyar opera-énekesnő (mezzoszoprán).

## Életpályája
Középiskolai tanulmányait Baján végezte, majd a debreceni Liszt Ferenc Zeneművészeti Főiskola magánének-szolfézs szakára felvételizett. 1977-ben diplomázott, majd ezt követően 1979-1983 között a Zeneakadémia hallgatója lett. Énekművészi diplomáját 1983-ban, operaénekesi diplomáját pedig 1985-ben szerezte meg. Tanárai Sípos Jenő és Ónody Márta voltak. 1983-ban a Magyar Állami Operaház ösztöndíjas magánénekese lett. Az intézmény 1985-ben szerződtette. 1988-ban a Pavarotti énekverseny I. helyezettje volt. 1985-ben Offenbach Hoffmann meséi című operájából készült filmben Miklós szerepét játszotta.

## Főbb szerepei
- Csajkovszkij: Anyegin - Olga
- Engelbert Humperdinck: Jancsi és Juliska - Anya
- Gounod: Faust - Márta
- Kodály: Háry János - Örzse
- Mozart: Figaro házassága - Marcellina
- Puccini: Manon Lescaut - Egy zenész
- Puccini: Pillangókisasszony - Szuzuki
- Verdi: Aida - Főpapnő
- Verdi: A végzet hatalma - Curra
- Verdi: Traviata - Annina